# Megalaemyia punctulata
Megalaemyia punctulata är en tvåvingeart som beskrevs av Friedrich Georg Hendel 1909. Megalaemyia punctulata ingår i släktet Megalaemyia och familjen fläckflugor. Inga underarter finns listade i Catalogue of Life.